# Centrum Nowych Technologii Uniwersytetu Warszawskiego
Centrum Nowych Technologii Uniwersytetu Warszawskiego (CeNT) – interdyscyplinarny instytut naukowo-badawczy, utworzony przez Uniwersytet Warszawski. Celem jednostki jest tworzenie ośrodka kreowania i realizacji nowych pomysłów i idei umożliwiających kształcenie i rozwój liderów gospodarki i nauki.

## Projekty badawcze
Laboratoria wchodzące w skład CeNT prowadzą badania naukowe z zakresu fizyki, chemii, biologii i technologii informacyjnych oraz badania interdyscyplinarne z pogranicza tych dziedzin. W Centrum Nowych Technologii UW prowadzi się również działalność dydaktyczną w formie seminariów oraz realizacji prac dyplomowych i doktorskich.
Główne dziedziny w ramach których działają laboratoria w CeNT, oraz z w ramach których realizowane są projekty finansowane między innymi przez Fundację na rzecz Nauki Polskiej czy Narodowe Centrum Nauki to: biologia molekularna, badania strukturalne, wiązanie i kreowanie nowych materiałów, ekologia i ewolucja, fizyka, w szczególności technologie kwantowe i nauki obliczeniowe.

## Rada Naukowa
Aktualna Rada Naukowa:
- prof. dr hab. Zygmunt Lalak, Przewodniczący Rady Naukowej CeNT, Uniwersytet Warszawski, Wydział Fizyki
- prof. dr hab. inż. Barbara Nawrot, Zastępca Przewodniczącego Rady Naukowej CeNT, Centrum Badań Molekularnych i Makromolekularnych Polskiej Akademii Nauk

- prof. dr hab. Krzysztof Woźniak, Uniwersytet Warszawski, Wydział Chemii
- prof. dr hab. inż. Adam Proń, Politechnika Warszawska, Wydział Chemiczny
- prof. Władysław Minor, University of Virginia
- prof. dr hab. Artur Osyczka, Uniwersytet Jagielloński, Wydział Biochemii, Biofizyki i Biotechnologii
- dr hab. Sławomir Żółtek, Uniwersytet Warszawski, Wydział Prawa i Administracji
- prof. Cédric Blanpain(inne języki), Université Libre de Bruxelles
- prof. Huub de Groot(inne języki), Leiden Universiteit

Poprzedni skład Rady Naukowej CeNT UW – kadencja 2016-2020
- prof. Peter Rehling(inne języki) – Przewodniczący Rady Naukowej CeNT UW, Katedra Biochemii Komórkowej, Uniwersyteckie Centrum Medyczne w Getyndze, Niemcy
- prof. Witold Filipowicz, Instytut Badań Biomedycznych im. Friedricha Mieschera, Szwajcaria
- prof. Ehud Gazit, Wydział Nauk Przyrodniczych im. George S. Wise, Uniwersytet w Tel Awiwie, Izrael
- prof. dr hab. inż. Leon Gradoń, Wydział Inżynierii Chemicznej i Procesowej Politechniki Warszawskiej, Polska
- prof. Reinhard Lührmann, Instytut Chemii Biofizycznej Maxa Plancka, Niemcy
- prof. Fatima Mechta-Grigoriou, Instytut Curie w Paryżu, Francja
- prof. Silvio Rizzoli, Katedra Fizjologii Neurologicznej i Czuciowej, Uniwersyteckie Centrum Medyczne w Getyndze, Niemcy
- dr Maciej Wieczorek, Celon Pharma S.A., Polska
- prof. Michele Vendruscolo, Katedra Chemii, Uniwersytet w Cambridge, Wielka Brytania
- prof. Magdalena Żernicka-Goetz, Katedra Fizjologii, Rozwoju i Neurologii, Uniwersytet w Cambridge, Wielka Brytania

## Laboratoria
- Laboratorium Fotoelektrochemii i Konwersji Energii Słonecznej[4]
- Laboratorium Biogenezy Mitochondriów[5]
- Laboratorium Molekularnych Podstaw Plastyczności Synaptycznej[6]
- Laboratorium Technologii Nowych Materiałów Funkcjonalnych[7]
- Laboratorium Genetyki Nowotworów Człowieka[8]
- Laboratorium Katalizy Asymetrycznej[9]
- Laboratorium Spektroskopii NMR[10]
- Laboratorium Biologii Molekularnej Nowotworów[11]
- Laboratorium Aktywacji Małych Cząsteczek[12]
- Laboratorium Medycyny Doświadczalnej[13]
- Laboratorium Genomiki Funkcjonalnej i Strukturalnej[14]
- Interdyscyplinarne Laboratorium Modelowania Układów Biologicznych[15]
- Laboratorium Maszyn Biomolekularnych[16]
- Laboratorium Paleogenetyki i Genetyki Konserwatorskiej[17]
- Laboratorium Teledetekcji i Modelowania Środowiska[18]
- Interdyscyplinarne Laboratorium Biologii i Biofizyki Molekularnej[19]
- Laboratorium Bioinformatyki i Biologii Systemów[20]
- Laboratorium Chemii Metaloorganicznej[21]
- Laboratorium Chemii Bioorganicznej[22]
- Laboratorium Fotosyntezy i Paliw Słonecznych[23]
- Laboratorium Komórek Macierzystych, Rozwoju i Regeneracji Tkanek[24]
- Laboratorium Biologii RNA[25]
- Laboratorium Sygnalizacji Molekularnej i Komórkowej[26]
- Laboratorium Technologii Materiałowych[27]
- Laboratorium Modelowania Biomolekularnego[28]
- Laboratorium Ewolucji i Ekologii w Mieście[29]
- Laboratorium Symulacji Systemów Chemicznych i Biologicznych[30]
- Laboratorium Neurobiologii Molekularnej[31]

W CeNT działa również Centrum Optycznych Technologii Kwantowych (QOT) stworzone w ramach programu Międzynarodowych Agend Badawczych Fundacji na rzecz Nauki Polskiej. Centrum składa się z laboratoriów:
- Laboratorium Technologii Kwantowych[35]
- Laboratorium Kwantowej Informacji i Wnioskowania Statystycznego[36]
- Laboratorium Urządzeń Kwantowo-Optycznych[37][38]
- Laboratorium Kwantowych Zasobów i Informacji[39]
- Laboratorium Pamięci Kwantowych[40]

## Osiągnięcia naukowe - wybrane
- Artykuł Pawła Dąbrowskiego-Tumańskiego i Joanny Sułkowskiej pt. Topological knots and links in proteins, został zarekomendowany  przez F1000Prime, jako mający istotne znaczenie w swojej dziedzinie[41].
- Naukowcy z grupy Agnieszki Chacińskiej, we współpracy z badaczami z Uniwersytetu we Freiburgu, odkryli nowy mechanizm regulacji syntezy białek. Udowodnili, że uszkodzone mitochondria uwalniają reaktywne formy tlenu, aby zwolnić syntezę białek w komórce[42][43].
- Zespół naukowców kierowany przez Prof. W. Grochalę, we współpracy z naukowcami ze Stanów Zjednoczonych i Słowenii, odkryli zupełnie nowy rodzaj nanorurek. Wyniki zostały opublikowane w czasopiśmie Dalton Transactions[44][45].
- Zespół naukowców w składzie: prof. Jacek Jemielity (CeNT UW), prof. Edward Darżynkiewicz oraz dr Joanna Kowalska (Wydział Fizyki UW), rozwiązał kwestie nietrwałości mRNA i zwiększenia jego produktywności. Odkrycie ma bezpośrednie zastosowanie w przypadku pacjentów obciążonych wrodzonymi wadami genetycznymi i oczekujących na autoprzeszczep lub regenerację uszkodzonych, brakujących tkanek[46].
- Zespół polskich naukowców – wśród których znajdują się pracownicy CeNT: dr n. med. Michał Świerniak, dr hab. n. med. Anna Wójcicka oraz prof. dr hab. n. med. Krystian Jażdżewski(inne języki)  – odkrył sposób, który pozwoli skuteczniej diagnozować pacjentów z rakiem tarczycy najbardziej zagrożonych ostrym przebiegiem tej choroby[47].